# Tonda (Portugal)
Tonda is een plaats (freguesia) in de Portugese gemeente Tondela en telt 1115 inwoners (2001).